# Vranići kod Vižinade
Vranići kod Vižinade (en italien : Vranici) est une localité de Croatie située en Istrie, dans la municipalité de Vižinada, dans le comitat d'Istrie. En 2001, la localité ne comptait aucun habitants.

## Démographie
| 1948 | 1953 | 1961 | 1971 | 1981 | 1991 | 2001 |
| ---- | ---- | ---- | ---- | ---- | ---- | ---- |
| 41   | 36   | 28   | 12   | 5    | 0    | 0    |